# Torneo Internacional de l'Expo Universal de París 1937
Este torneo se organizó en la primavera de 1937 en París, fueron invitados los clubes de fútbol de las principales naciones europeas.

## Participantes
| Equipo              | Motivo de la invitación                                         |
| ------------------- | --------------------------------------------------------------- |
| Austria Viena       | 2.º lugar en la liga 1936/37 Campeón de la Copa Mitropa de 1936 |
| Slavia Praga        | Campeón nacional de 1936/37                                     |
| Chelsea FC          | 8.º lugar en la liga 1935/36 13.er lugar en la liga 1936/37     |
| Olympique Marseille | Campeón nacional de 1936/37                                     |
| FC Sochaux          | Campeón de Copa 2.º lugar en la liga 1936/37                    |
| VfB Leipzig         | Campeón de Copa 1935/36                                         |
| Phobos FC           | 4.to lugar en la liga 1935/36 y 1936/37                         |
| AGC Bologna         | Campeón nacional de 1936/37                                     |

## Partidos
|  | Cuartos de final         | Cuartos de final   |                    |               | Semifinales            | Semifinales            |  |  | Final                   | Final |
|  |                          |                    |                    |               |                        |                        |  |  |                         |       |
|  | 30 de mayo – El Havre    |                    |                    |               |                        |                        |  |  |                         |       |
|  |                          |                    |                    |               |                        |                        |  |  |                         |       |
|  | Austria Viena            | 2                  |                    |               |                        |                        |  |  |                         |       |
|  | Austria Viena            | 2                  | 3 de junio – París |               |                        |                        |  |  |                         |       |
|  | VfB Leipzig              | 0                  |                    |               |                        |                        |  |  |                         |       |
|  | VfB Leipzig              | 0                  | Austria Viena      | 0             |                        |                        |  |  |                         |       |
|  | 30 de mayo – Antibes     |                    | Austria Viena      | 0             |                        |                        |  |  |                         |       |
|  |                          | Chelsea FC         | 2                  |               |                        |                        |  |  |                         |       |
|  | Chelsea FC               | Chelsea FC         | 2                  | 1             |                        |                        |  |  |                         |       |
|  | Chelsea FC               |                    | 6 de junio – París | 1             |                        |                        |  |  |                         |       |
|  | Olympique Marseille      | 1                  |                    |               |                        |                        |  |  |                         |       |
|  | Olympique Marseille      | 1                  | AGC Bologna        | 4             |                        |                        |  |  |                         |       |
|  | 30 de mayo – Estrasburgo |                    | AGC Bologna        | 4             |                        |                        |  |  |                         |       |
|  |                          | Chelsea FC         | 1                  |               |                        |                        |  |  |                         |       |
|  | Slavia Praga             | Chelsea FC         | 1                  | 2             |                        |                        |  |  |                         |       |
|  | Slavia Praga             | 3 de junio – Lille |                    | 2             |                        |                        |  |  |                         |       |
|  | Phobos FC                | 1                  |                    |               |                        |                        |  |  |                         |       |
|  | Phobos FC                | 1                  | Slavia Praga       | 0             | Tercer y cuarto puesto | Tercer y cuarto puesto |  |  |                         |       |
|  | 30 de mayo – París       |                    | Slavia Praga       | 0             | Tercer y cuarto puesto | Tercer y cuarto puesto |  |  |                         |       |
|  |                          | AGC Bologna        | 2                  |               |                        |                        |  |  |                         |       |
|  | AGC Bologna              | AGC Bologna        | 2                  | 4             | Slavia Praga           | 3                      |  |  |                         |       |
|  | AGC Bologna              |                    |                    | 4             | Slavia Praga           | 3                      |  |  |                         |       |
|  | FC Sochaux               | 1                  |                    | Austria Viena | 0                      |                        |  |  |                         |       |
|  | FC Sochaux               | 1                  |                    |               | 0                      |                        |  |  |                         |       |
|  |                          |                    |                    |               |                        |                        |  |  | 5 de junio – Saint-Ouen |       |
|  |                          |                    |                    |               |                        |                        |  |  |                         |       |

### Final
| 6 de junio de 1937 | AGC Bologna                        | 4-1 | Chelsea FC |                                          |                                          |
|                    | Reguzzoni 15' 31' 65' · Busoni 20' |     | Weaver 72' | Asistencia: Sin datos sobre espectadores | Asistencia: Sin datos sobre espectadores |